# بين سبرينغر
بين سبرينغر (بالهولندية: Ben Springer)‏ هو لاعب الضامة ‏ هولندي، ولد في 19 يونيو 1897 في أمستردام في هولندا، وتوفي في 29 أغسطس 1960 في باريس في فرنسا.